# Liste des maires de Rivesaltes
Cet article dresse une liste par ordre de mandat des maires de Rivesaltes.

## Liste des maires

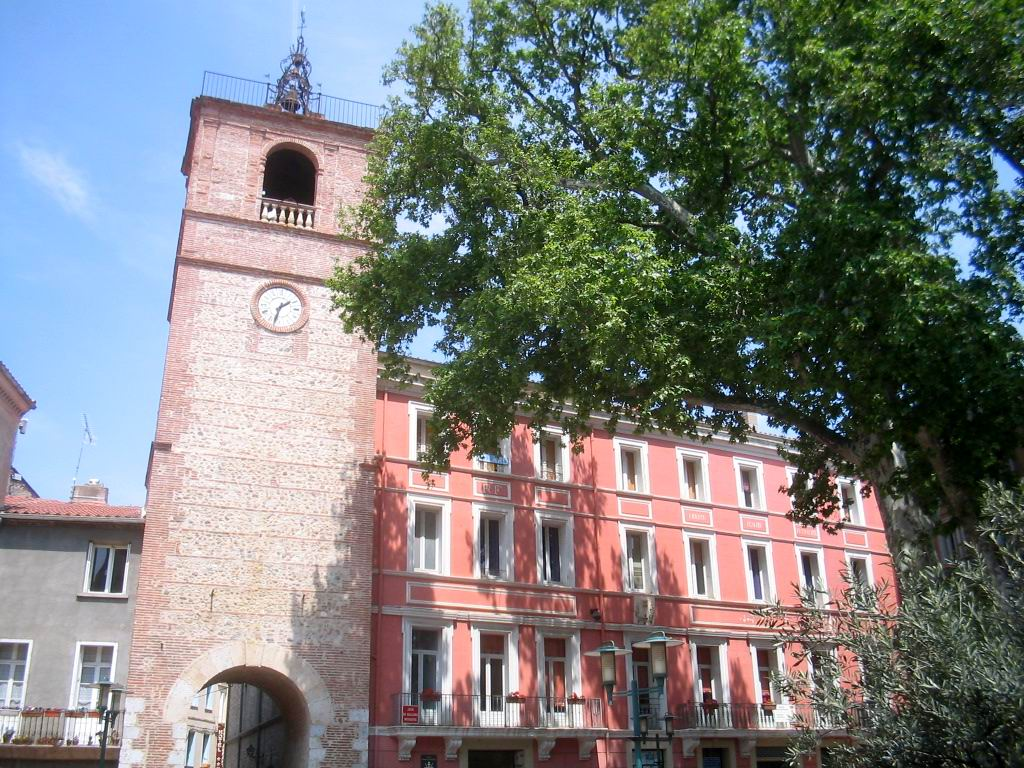
L'ancien hôtel de ville de Rivesaltes.

| Période          | Période                  | Identité                | Étiquette              | Qualité |
| ---------------- | ------------------------ | ----------------------- | ---------------------- | --- |
| 1792             | 1794                     | Pierre Besombes         |                        | |
| 1794             | 1796                     | Joseph Parès-Conill     |                        | Ancien capitaine de la Garde nationale Conseiller général de Rivesaltes (1833-1839) Président du conseil général des Pyrénées-Orientales Chevalier de la Légion d'honneur                                      |
| 1796             | 1799                     | Joseph Joffre-Joly      |                        | |
| 1799             | 1799                     | Raymond Singla          |                        | |
| 1799             | 1800                     | Joseph Joffre-Joly      |                        | |
| 1800             | 1801                     | Jean Parès-Py           |                        | |
| 1801             | 1810                     | Baltazar Besombes       |                        | |
| 1810             | 1817                     | Joseph Besombes         |                        | |
| 1817             | 1824                     | Joseph Joffre-Joly      |                        | |
| 1824             | 1826                     | Barthélémy Gauze        |                        | |
| 1826             | 15 juillet 1830          | Charles Lamer           |                        | |
| 15 juillet 1830  | 3 septembre 1830         | Jean-Baptiste Amouroux  |                        | |
| 3 septembre 1830 | 1835                     | Balthazar Besombes      |                        | |
| 1835             | 6 août 1837              | Louis Ville             |                        | |
| 6 août 1837      | 27 août 1837             | Antoine Bassal          |                        | |
| 27 août 1837     | 1840                     | Sauveur Donat           |                        | |
| 1840             | 1846                     | Barthélémy Gauze        |                        | |
| 1846             | 26 février 1848          | Joseph Besombes-Delcros |                        | |
| 26 février 1848  | 7 juin 1848              | Joseph Farines          |                        | |
| 7 juin 1848      | 1851                     | Jean-Pierre Gely        |                        | |
| 1851             | 1856                     | Louis Amouroux          |                        | |
| 1856             | 1866                     | Claude Jollivet         |                        | |
| 1866             | juillet 1870 (démission) | Jules Parès             |                        | Avocat à Perpignan Conseiller général de Rivesaltes (1848-1870) |
| 1870             | 2 février 1871           | Achille Farines         | Républicain radical    | Négociant Propriétaire à Rivesaltes Conseiller général de Rivesaltes (1871-1882) Sénateur (1882) |
| 2 février 1871   | 4 mai 1871               | Aimé Durant             |                        | |
| 4 mai 1871       | 10 mai 1871              | Sauveur Forner          |                        | |
| 10 mai 1871      | 31 mars 1873             | Jean Escaro-Mercader    |                        | |
| 31 mars 1873     | 10 avril 1873            | Sauveur Forner          |                        | |
| 10 avril 1873    | 16 mai 1873              | Joseph Albert           |                        | |
| 16 mai 1873      | 1874                     | Joseph Daure Panabières |                        | |
| 1874             | 1876                     | François Castello       |                        | |
| 1876             | 3 octobre 1877           | Charles Roche           |                        | |
| 3 octobre 1877   | 31 décembre 1877         | Paul de Rivals          |                        | |
| 31 décembre 1877 | 1878                     | Joseph Forner           |                        | |
| 1878             | 1882                     | Achille Farines         | Républicain radical    | Négociant Propriétaire à Rivesaltes Conseiller général de Rivesaltes (1871-1882) Sénateur (1882) |
| 1882             | 1884                     | Pierre Bernis           |                        | |
| 1884             | 1888                     | Jacques Blanquer        |                        | |
| 1888             | 1892                     | Henri Durand            |                        | |
| 1892             | 1912                     | Émile Parès             | Radical puis Rad. ind. | Conseiller général de Rivesaltes (1889-1910) |
| 1912             | 1919                     | Ambroise Salvet         | SFIO                   | Employé Conseiller général de Rivesaltes (1910-1913) |
| 1919             | 1924                     | François Cabanes,       | Socialiste puis PCF    | Ouvrier agricole |
| 1924             | 1927                     | Joseph Biboulet         |                        | |
| 1927             | 1929                     | Jean Roujou             |                        | |
| 1929             | 1943                     | Gaudérique Bertrand     |                        | |
| 1943             | 1944                     | Jean Lacombe            |                        | |
| 1944             | 1971                     | Jean Jacquet,           | SFIO puis PS           | Négociant en vins à Rivesaltes Conseiller général de Rivesaltes (1937-1940 et 1945-1973) Président du conseil général des Pyrénées-Orientales (1956-1973)                                                      |
| 1971             | 1983                     | Émile Parès             | DVD puis UDF           | Conseiller général de Rivesaltes (1973-1998) |
| 1983             | En cours                 | André Bascou,           | RPR puis UMP puis LR   | Ingénieur des arts et métiers Président de la CC du Rivesaltais-Agly-Manadeil 5e vice-président de Perpignan Méditerranée Métropole, 4e vice-président de Perpignan Méditerranée Métropole, Député (1993-1997) |